# Mathematics Genealogy Project

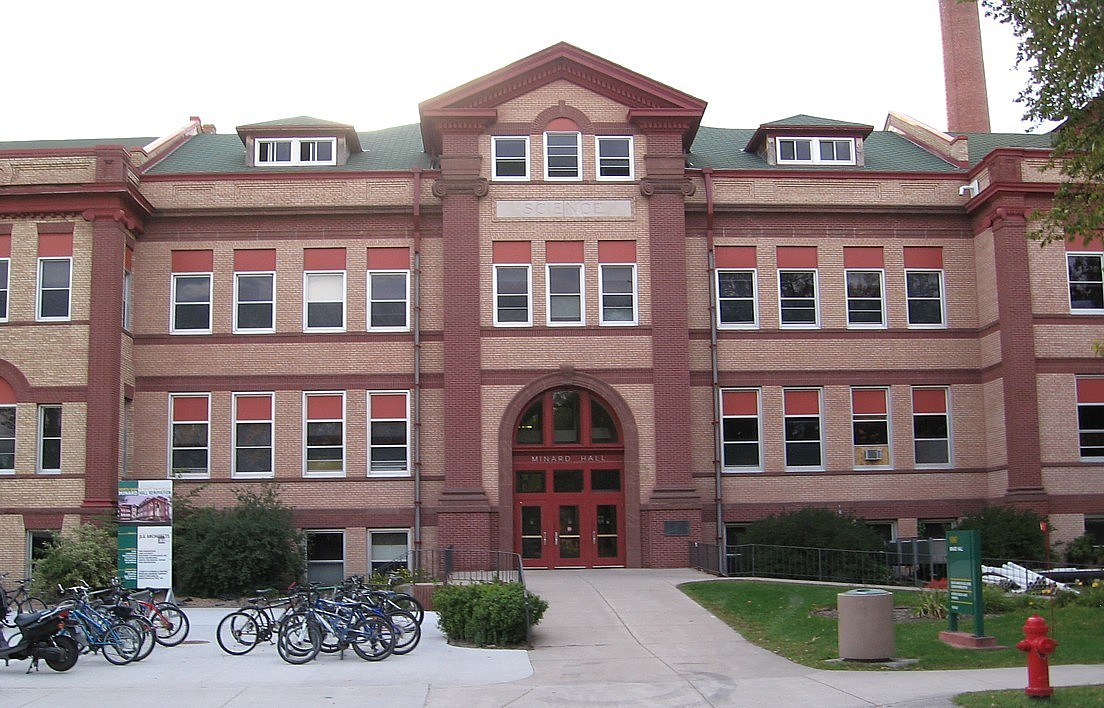
Minard Hall (Fargo, ND) ahol a projektnek otthont adó Észak-Dakotai Állami Egyetem matematikai tanszéke található.

A Mathematics Genealogy Project interneten elérhető adatbázis a doktori fokozattal rendelkező matematikusokról.

## Eredete
Harry Coonce, a Minnesota State University professzora ötletéből született, aki szerette volna tudni, hogy ki volt a doktori témavezetőjének a témavezetője. Az adatbázis 1997-től működik, 2003-tól az American Mathematical Society (Amerikai Matematikai Társaság) védnöksége alatt.

## Célja és tartalma
Az adatbázis célja, hogy információt nyújtson a doktori címet megszerző matematikusokról és az azok közti szakmai kapcsolatokról. A matematikát eléggé tág értelemben fogja fel, ugyanis tartalmazza az alkalmazott matematika, a csillagászat és az informatika doktorait is, sőt olyan híres matematikusok adatait is, akik valamilyen okból nem szereztek doktori fokozatot (ilyen pl. Bolyai János).
A lekérdezhető adatbázis tartalmazza az illető matematikus nevét, az egyetem nevét, ahol megvédte a tézisét, az illető ország zászlaját, a tézis címét angolul, a védés évét, a vezető tanár(ok) nevét, az általa vezetett doktoranduszok nevét, akik már megvédték dolgozatukat, valamint a „doktori leszármazottak” számát.

## Az információk pontossága
Mivel az adatok közlése önkéntes alapon történik, és csak minimális ellenőrzést végeznek azok adatbázisbeli beviteli előtt, sokan megkérdőjelezik az adatok pontosságát. Ennek ellenére az adatbázis egyre nő, 2023. április 26-án 290640 adatot tartalmazott (ebből több ezer nem tartalmaz minden szükséges adatot). Az adatbázis iránti nagy érdeklődés, a nyilvános információk egyre pontosabbá teszik annak tartalmát.